# Affaire du Phocéa
 (septembre 2017).
Si vous disposez d'ouvrages ou d'articles de référence ou si vous connaissez des sites web de qualité traitant du thème abordé ici, merci de compléter l'article en donnant les références utiles à sa vérifiabilité et en les liant à la section « Notes et références ».
L'affaire du Phocéa est une affaire financière impliquant l'homme d'affaires Bernard Tapie et son yacht de luxe, le Phocéa.
Ce navire lui coûte 12 millions de francs par an de frais, plus 100 000 francs de frais par jour de croisière. Cette charge permet ainsi à Bernard Tapie de ne pas payer d'impôt en 1990 et en 1992 grâce au déficit de la société FIBT (holding des biens personnels de la famille Tapie en nom personnel). En 1994, il est poursuivi à ce titre pour l'affaire du Phocéa par le fisc et inculpé par la juge Eva Joly. Il sera condamné le 1er juin 1996 par le tribunal correctionnel de Paris, puis le 4 juin 1997 par la cour d'appel de Paris, à 18 mois de prison dont 6 mois ferme pour fraude fiscale et à 30 mois de prison avec sursis pour abus de biens sociaux et banqueroute.